# لیزلوت لینزنهاف
لیزلوت لینزنهاف (زادهٔ ۲۷ اوت ۱۹۲۷ – درگذشتهٔ ۴ اوت ۱۹۹۹ میلادی) قهرمان سوارکاری المپیک و کشور آلمان بود؛ که همراه با نریان معروف خود به نام پیاف موفق شد در بخش انفرادی مدال طلای بازی‌های المپیک تابستانی ۱۹۶۸ به دست آورد و نخستین زنی باشد که در این رشته موفق به دریافت مدال طلا شده‌است.در رقابتهای قهرمانی جهان
در سال ۱۹۷۴ لینزنهاف یکی از اعضای تیم قهرمان درساژ آلمان بودو در سالهای ۱۹۷۰ و ۱۹۷۴ در بخش انفرادی مقام دوم را بدست آورد. علاوه بر اینها او دو قهرمانی در بخش انفرادی (در سالهای ۱۹۶۹ و ۱۹۷۱) و یک قهرمانی در بخش تیمی (در سال ۱۹۷۳) بدست آورد. همچنین دختر او ان-کاترین لینزنهاف نیز قهرمان المپیک در رشتهٔ سوارکاری بود. لیزلوت دختر آلبرت شیندلینگ مالک اصطبل مسابقهٔ آستا بود. لیزلوت در تاونوس زندگی می‌کرد و از برجسته‌ترین سوارکاران درساژ آلمان در کنار یوزف نکرمان بود. در سال ۱۹۷۵ خانوادهٔ او به سوئیس مهاجرت کردند که باعث ایجاد درگیری با مقامات مالیاتی آلمان و بازنشستگی لینزنهاف در مدت کوتاهی پیش از المپیک ۱۹۷۶ شد.